# Stefan Krauß
Stefan Krauß (25 giugno 1967) è un dirigente sportivo ed ex sciatore alpino tedesco.
Prima della riunificazione tedesca (1990) gareggiò per la nazionale tedesca occidentale.

## Biografia

### Carriera sciistica
Krauß, specialista delle prove veloci originario di Berchtesgaden, esordì in campo internazionale ai Mondiali juniores di Sugarloaf 1984; in Coppa del Mondo ottenne il primo piazzamento il 24 gennaio 1988 a Leukerbad in discesa libera (14º) e debuttò ai Campionati mondiali a Morioka 1993, dove si classificò 15º nella medesima specialità. Nel 1996 ottenne il miglior piazzamento in Coppa del Mondo, il 5 febbraio a Garmisch-Partenkirchen in supergigante (4º), e partecipò ai Mondiali di Sierra Nevada, dove fu 20º nella discesa libera e 21º nel supergigante. Gareggiò nelle stesse specialità anche nella successiva rassegna iridata di Sestriere 1997, l'ultima cui prese parte, classificandosi rispettivamente al 17º e all'11º posto.
Il 17 e 18 febbraio 1998 conquistò a Sierra Nevada in discesa libera le ultime vittorie, nonché ultimi podi, in Coppa Europa; prese per l'ultima volta il via in Coppa del Mondo l'8 marzo seguente a Kvitfjell in supergigante (34º) e si ritirò al termine di quella stessa stagione 1997-1998: la sua ultima gara fu il supergigante dei Campionati tedeschi 1998, disputato il 2 aprile a Innerkrems, nel quale Krauß vinse la medaglia di bronzo. Non prese parte a rassegne olimpiche.

### Carriera dirigenziale
Dopo il ritiro Krauß completò gli studi a Colonia e in seguito divenne segretario generale e direttore sportivo presso la Federazione tedesca di bob, slittino e skeleton (Bob- und Schlittenverband für Deutschland); nel 2008 ha assunto l'incarico di direttore marketing della Federazione sciistica della Germania (Deutscher Skiverband).

## Palmarès

### Coppa del Mondo
- Miglior piazzamento in classifica generale: 48º nel 1996

### Coppa Europa
- 2 podi (dati dalla stagione 1994-1995):
  - 2 vittorie

#### Coppa Europa - vittorie
| Data             | Località      | Paese  | Specialità |
| ---------------- | ------------- | ------ | ---------- |
| 17 febbraio 1998 | Sierra Nevada | Spagna | DH         |
| 18 febbraio 1998 | Sierra Nevada | Spagna | DH         |

Legenda:

DH = discesa libera

### Campionati tedeschi
- 7 medaglie (dati parziali fino alla stagione 1985-1986)[1][2][3]:
  - 4 ori (supergigante nel 1992; supergigante nel 1993; discesa libera nel 1997; discesa libera nel 1998)
  - 1 argenti (discesa libera nel 1992)
  - 2 bronzi (discesa libera nel 1987; supergigante nel 1998)